# Gastón Grande
Gastón Joaquín Grande (Buenos Aires, Argentina; 7 de junio de 1978) es un actor de cine, teatro y televisión argentino.

## Cine
| Año  | Título                 | Personaje | Director |
| ---- | ---------------------- | --------- | -------- |
| 2009 | Esperando la carroza 2 | Dino      |          |

## Televisión
| Año  | Telenovela                  | Personaje              | Canal        |
| ---- | --------------------------- | ---------------------- | ------------ |
| 2002 | Rebelde Way                 | Joaquín Arias Parrondo | Canal 9      |
| 2003 | Costumbres argentinas       | Manuel                 | Telefe       |
| 2004 | Los Roldan                  | Lucas                  | Telefe       |
| 2005 | Sin código                  |                        | Canal Trece  |
| 2005 | Media falta                 | Gonzalo                | Canal Trece  |
| 2006 | Doble venganza              | Julián                 | Canal 9      |
| 2007 | Romeo y Julieta             | Santiago               | Canal 9      |
| 2010 | Malparida                   | Moro                   | Canal Trece  |
| 2011 | Historias de la primera vez |                        | América TV   |
| 2012 | Sos mi hombre               | Ricardo                | Canal Trece  |
| 2014 | El Secreto de los Rossi     | Jhonny                 | TV Pública   |
| 2014 | Somos familia               | Lucho                  | Telefe       |
| 2016 | Arena extreme               | Conductor              | América TV   |
| 2017 | Romanos                     | Reno                   | Cine.ar/play |

### Teatro
| Año  | Título       | Personaje     | Director         |
| ---- | ------------ | ------------- | ---------------- |
| 2011 | Flor de pito | Doctor Chocho | Gerardo Sofovich |

## Premios
- 2011 - Actor Revelación de Comedia (Premios Carlos), por su papel en Flor de Pito, interpretando el papel de Doctor Choco.[2]